# José Manuel Gómez Solana
José Manuel Gómez Solana (Espinosa de los Monteros, 1852-Madrid, 1942) fue un militar español.

## Biografía
Procedente del Ejército español, durante el Sexenio Revolucionario se adhirió a la causa de Don Carlos y participó en la tercera guerra carlista. Mandó el 4.º batallón de Castilla y ascendió a coronel por méritos de guerra. Destacó en la batalla de Galdames (30 de abril de 1874), cuya actuación fue descrita por el general carlista Antonio de Brea de este modo:

En la sierra de Galdames situó el General Elío dos batallones, de los cuales estaba encargado de defender la principal posición el 4.º de Castilla, mandado por el aguerrido Solana. Desde que el enemigo dirigió la División de Martínez Campos sobre Galdames, ni el número de los enemigos ni la impetuosidad del ataque arredraron á Solana y á los suyos, que con un valor temerario disputaron sus posiciones con tal tenacidad y causando tan enormes bajas á los liberales, que seguramente, á haberse dispuesto de otro batallón más no hubiera coronado el General Martínez Campos la cumbre en la noche de aquel día tan glorioso para el Coronel Solana y sus bravos castellanos; pero á pesar de la superioridad numérica de las tropas con que atacaron los republicanos no lograron éstos que cediesen los carlistas, sino cuando ya no corría peligro de caer en poder del enemigo el Ejército carlista de Somorrostro, el cual, gracias á la heroica resistencia de aquel inolvidable Batallón castellano, pudo verificar su retirada sin perder un hombre ni un cartucho en la noche del mismo día.

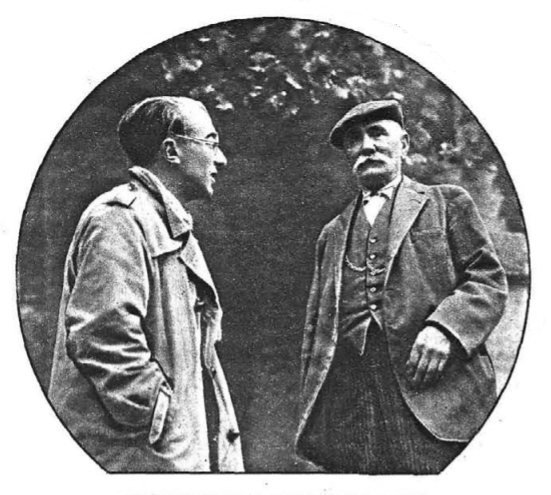
El general Solana con Eduardo de Ontañón (1930).

Por este y otros hechos de armas en el Norte, obtuvo la Placa Roja del Mérito Militar y las medallas de Vizcaya y de Carlos VII.
Después de la guerra fue ascendido a brigadier. Fue partidario del diario carlista La Fe en su disputa con el también carlista El Siglo Futuro. Posteriormente participó activamente en los trabajos de organización y propaganda tradicionalista.
En la conspiración carlista de 1899 debía apoderarse de la familia de Alfonso XIII en San Sebastián.
En 1930 fue entrevistado para la revista Estampa por el periodista Eduardo de Ontañón, quien le preguntó acerca de la batalla de Villasante (ataque que realizó por orden del general Lirio) y su actuación durante la última guerra carlista.
Durante la guerra civil, a pesar de su avanzada edad, fue preso por los republicanos en Santander, librándose al ser ocupada aquella ciudad por los requetés.